# 费耶核
在数学中，费耶核（Fejér kernel）是用来表达对傅立叶级数进行切萨罗求和的结果的运算子。费耶核是非负的恒等逼近，因此能解决狄利克雷核的局限。

## 定义
费耶核的定义为：
{\displaystyle F_{n}(x)={\frac {1}{n}}\sum _{k=0}^{n-1}D_{k}(x),}
其中{\displaystyle D_{k}(x)} 为第 k 阶的狄利克雷核。经过简化后，费耶核可以写成：
{\displaystyle F_{n}(x)={\frac {1}{n}}\left({\frac {\sin {\frac {nx}{2}}}{\sin {\frac {x}{2}}}}\right)^{2}}
费耶核的名称来自匈牙利数学家費耶爾·利波特（1880－1959）。